# Pastisset de moniato

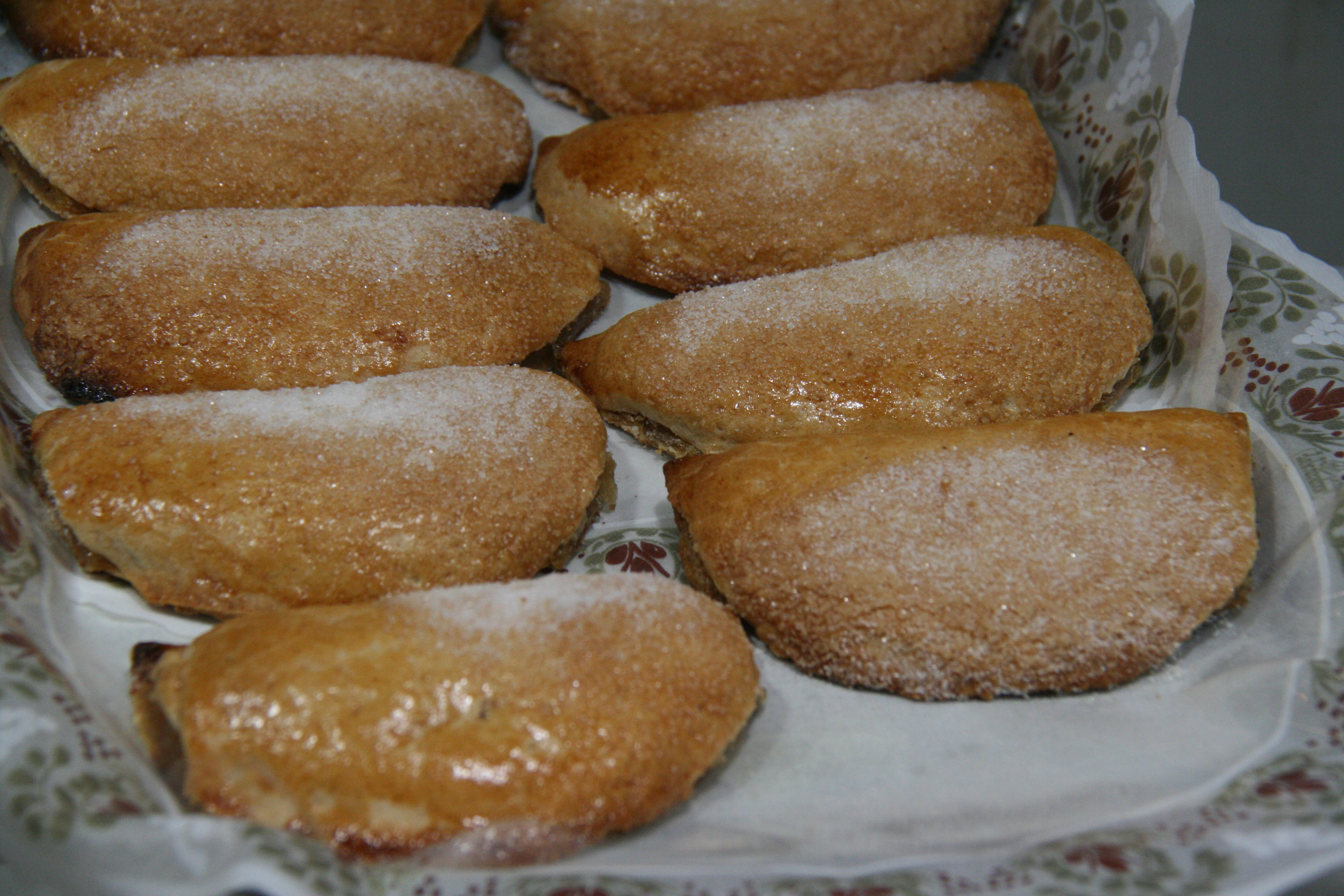
Detall

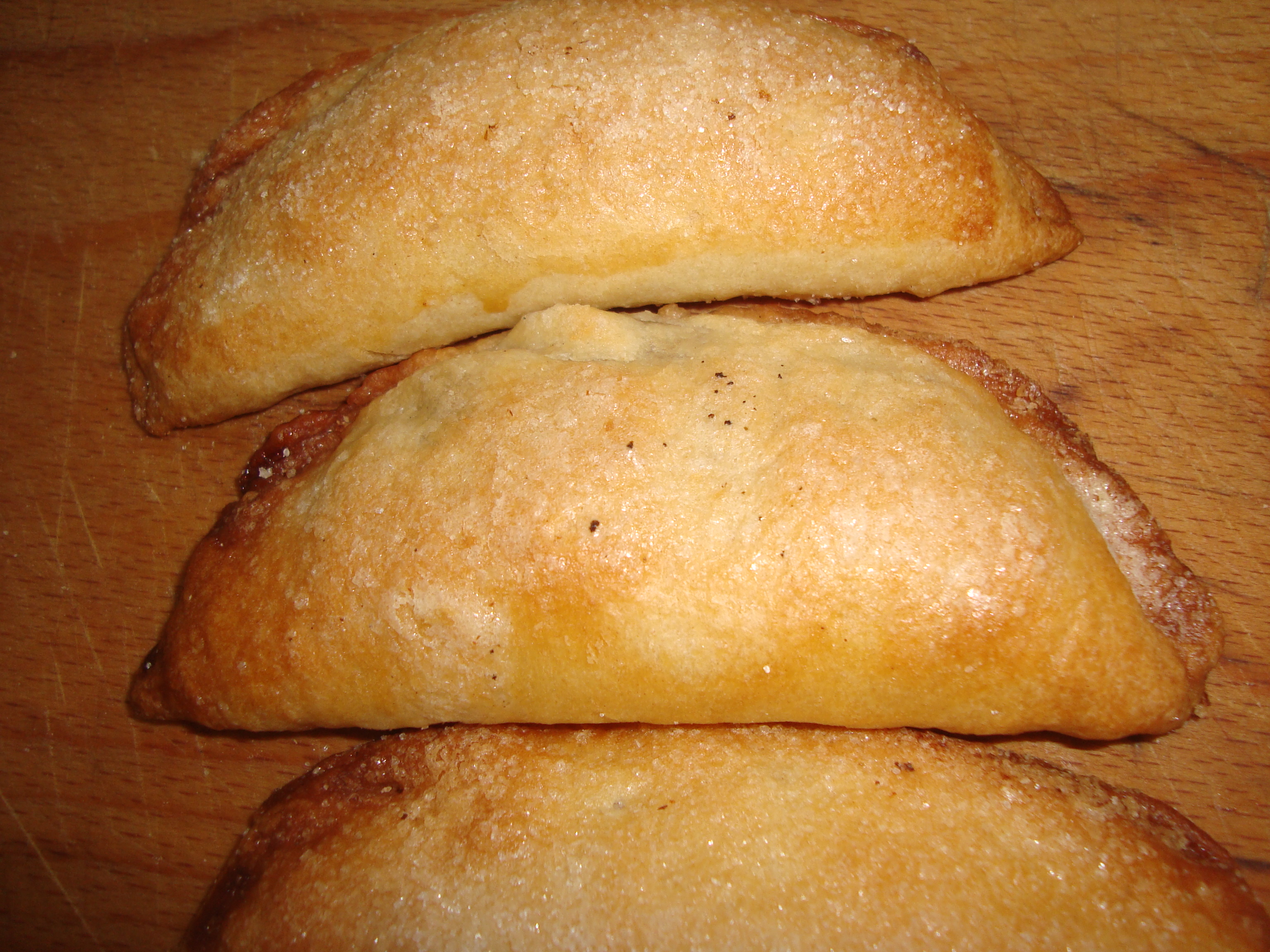
Pastissets de moniato (Torreblanca)

El pastisset de moniato és una espècie de panada menuda o casqueta que conté una pasta de moniato al seu interior. Són habituals i típics en molts pobles del País Valencià. A les comarques del nord i centre valencià, com que és un dolç típic de Nadal, sovint són anomenats pastissos de Nadal.

## Característiques
El moniato es cou i després es fa una pasta triturant-lo. Este puré, el qual serà el farcit, s'endolceix amb sucre o almívar i s'aromatitza amb llima i canyella. Normalment la pasta es fa el dia anterior perquè repose i els sabors s'accentuen més. La pasta externa es fa de diverses maneres, sent en alguns llocs un milfulls o, més comunament, una pasta feta de farina, oli i cassalla. Amb la pasta estirada es fan cercles i al mig s'hi afegeix la confitura de moniato, tancant-los fent forma de pastissets o mitja lluna. En acabant s'enfornen i es poden menjar freds o tebis.